# Gumiak

Owoce Calophyllum inophyllum

Gumiak (Calophyllum L.) – rodzaj obejmujący 180-200 gatunków roślin. W stanie naturalnym występują na Madagaskarze, wschodniej Afryce, południowej i południowo-wschodniej Azji (od wschodniego Pakistanu, po Wietnam i Indonezję, wyspach Oceanu Spokojnego i w Ameryce Południowej. 

## Morfologia
Najbardziej charakterystyczną cechą roślin tego rodzaju są błyszczące liście wyrastające po dwa naprzeciwlegle, o gładkich blaszkach i charakterystyczna nerwacją: nerwy boczne odchodzą od nerwu głównego niemal pod prostym kątem. Wiele gatunków jest dużymi drzewami lub namorzynami. U większości gatunków kwiaty są białe, wonne i zebrane w krótkie wiechy na wierzchołkach gałęzi. Owoce o gładkiej skórce, z nasionami zawierającymi dużo oleju.

## Systematyka

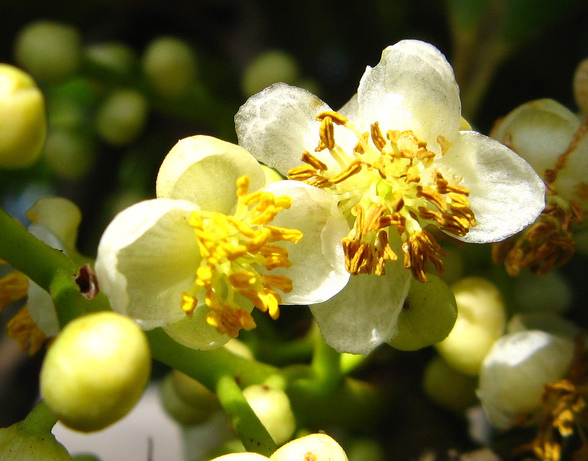
Kwiaty Calophyllum brasiliense

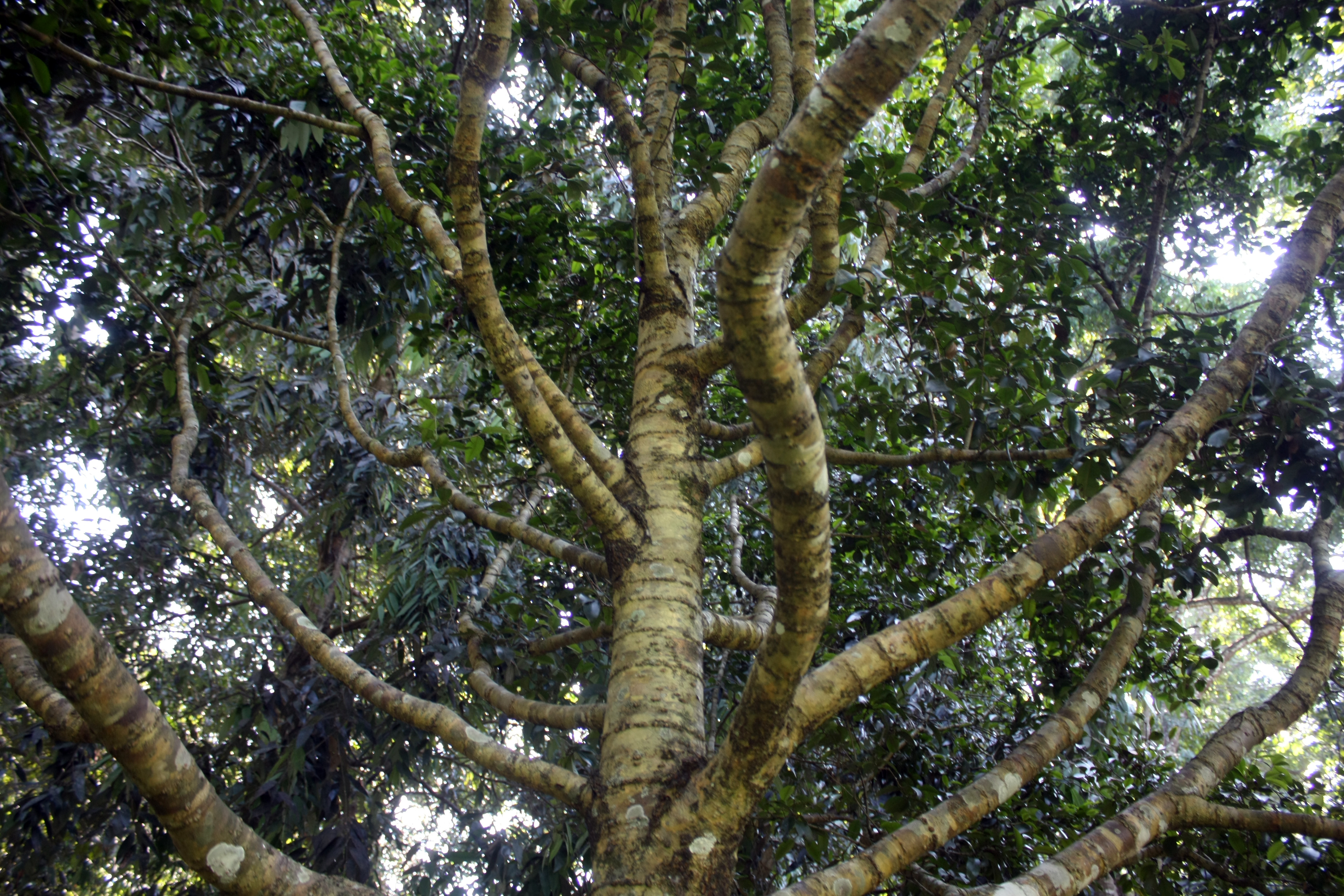
Korona Calophyllum calaba

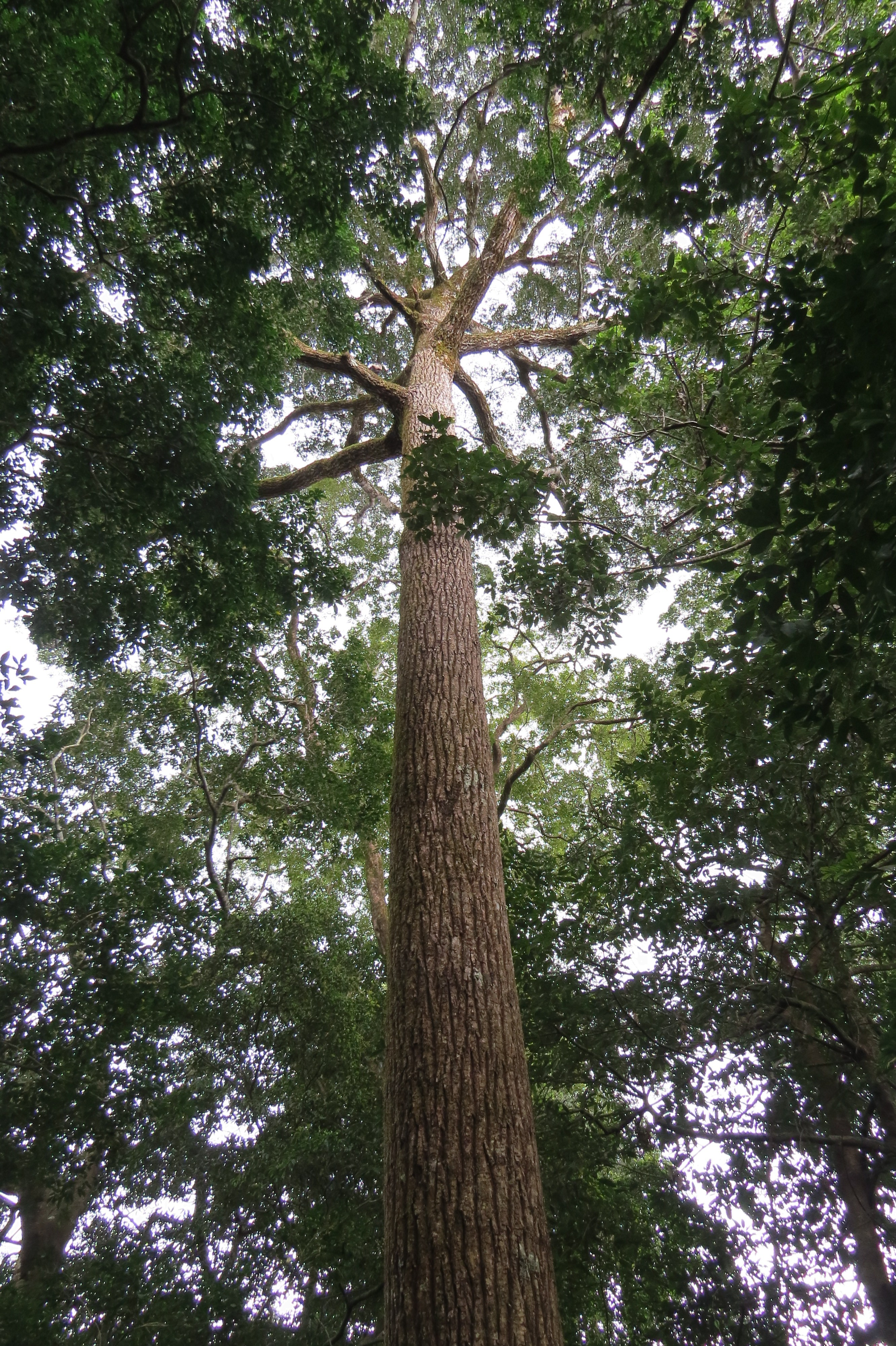
Calophyllum polyanthum

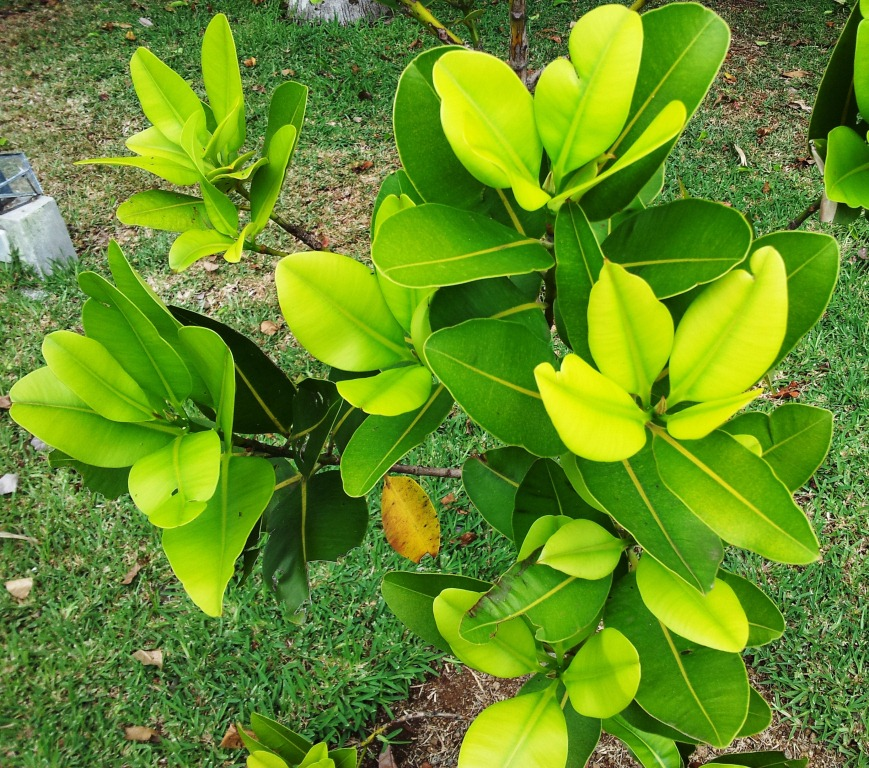
Liście Calophyllum tacamahaca

Pozycja systematyczna według APweb (aktualizowany system APG IV z 2016)
Rodzaj należy do rodziny gumiakowatych (Calophyllaceae), rzędu malpigiowców (Malpighiales), należącego do kladu różowych w obrębie okrytonasiennych.
Pozycja w systemie Reveala (1993-1999)
Gromada okrytonasienne (Magnoliophyta Cronquist, podgromada Magnoliophytina Frohne & U. Jensen ex Reveal, klasa Rosopsida Batsch, podklasa ukęślowe (Dilleniidae Takht. ex Reveal & Tahkt.), nadrząd Theanae R. Dahlgren ex Reveal, rząd herbatowce (Theales Lindl.), rodzina dziurawcowate (Clusiaceae Lindl.), podrodzina  Calophylloideae  Burnett, plemię  Calophylleae Choisy, rodzaj gumiak (Calophyllum L.).
Wykaz gatunków
- Calophyllum acidus Kosterm.
- Calophyllum acutiputamen P.F.Stevens
- Calophyllum aerarium P.F.Stevens
- Calophyllum alboramulum P.F.Stevens
- Calophyllum amblyphyllum A.C.Sm. & S.P.Darwin
- Calophyllum andersonii P.F.Stevens
- Calophyllum angulare A.C.Sm.
- Calophyllum apetalum Willd.
- Calophyllum archipelagi P.F.Stevens
- Calophyllum ardens P.F.Stevens
- Calophyllum articulatum P.F.Stevens
- Calophyllum aurantiacum P.F.Stevens
- Calophyllum aureobrunnesce ns M.R.Hend. & Wyatt-Sm.
- Calophyllum aureum M.R.Hend. & Wyatt-Sm.
- Calophyllum austroindicum Kosterm. ex P.F.Stevens
- Calophyllum balansae Pit.
- Calophyllum banyengii P.F.Stevens
- Calophyllum bicolor P.F.Stevens
- Calophyllum biflorum M.R.Hend. & Wyatt-Sm.
- Calophyllum bifurcatum P.F.Stevens
- Calophyllum blancoi Planch. & Triana
- Calophyllum brachyphyllum Merr.
- Calophyllum bracteatum Thwaites
- Calophyllum brasiliense Cambess.
- Calophyllum brassii A.C.Sm.
- Calophyllum calaba L. – gumiak kalaba, kalaba
- Calophyllum calcicola P.F.Stevens
- Calophyllum caledonicum Vieill. ex Planch. & Triana
- Calophyllum canum Hook.f. ex T.Anderson
- Calophyllum carrii P.F.Stevens
- Calophyllum castaneum P.F.Stevens
- Calophyllum caudatum Kaneh. & Hatus.
- Calophyllum celebicum P.F.Stevens
- Calophyllum cerasiferum Vesque
- Calophyllum ceriferum Gagnep. ex P.F.Stevens
- Calophyllum chapelieri Drake
- Calophyllum clemensorum P.F.Stevens
- Calophyllum collinum P.F.Stevens
- Calophyllum comorense H.Perrier
- Calophyllum complanatum P.F.Stevens
- Calophyllum confertum P.F.Stevens
- Calophyllum confusum P.F.Stevens
- Calophyllum cordato-oblong um Thwaites
- Calophyllum coriaceum M.R.Hend. & Wyatt-Sm.
- Calophyllum costatum F.M.Bailey
- Calophyllum costulatum M.R.Hend. & Wyatt-Sm.
- Calophyllum cucullatum Merr.
- Calophyllum cuneifolium Thwaites
- Calophyllum dasypodium Miq.
- Calophyllum depressinervos um M.R.Hend. & Wyatt-Sm.
- Calophyllum dioscurii P.F.Stevens
- Calophyllum dispar P.F.Stevens
- Calophyllum dongnaiense Pierre
- Calophyllum drouhardii H.Perrier
- Calophyllum dryobalanoides  Pierre
- Calophyllum echinatum P.F.Stevens
- Calophyllum elegans Ridl.
- Calophyllum ellipticum Rusby
- Calophyllum enervosum M.R.Hend. & Wyatt-Sm.
- Calophyllum eputamen P.F.Stevens
- Calophyllum euryphyllum Lauterb.
- Calophyllum exiticostatum P.F.Stevens
- Calophyllum ferrugineum Ridl.
- Calophyllum fibrosum P.F.Stevens
- Calophyllum flavoramulum M.R.Hend. & Wyatt-Sm.
- Calophyllum fraseri M.R.Hend. & Wyatt-Sm.
- Calophyllum garcinioides P.F.Stevens
- Calophyllum glaucescens Ridl.
- Calophyllum goniocarpum P.F.Stevens
- Calophyllum gracilipes Merr.
- Calophyllum gracillimum M.R.Hend. & Wyatt-Sm.
- Calophyllum grandiflorum J.J.Sm.
- Calophyllum griseum P.F.Stevens
- Calophyllum havilandii P.F.Stevens
- Calophyllum heterophyllum P.F.Stevens
- Calophyllum hirasimum P.F.Stevens
- Calophyllum hosei Ridl.
- Calophyllum humbertii P.F.Stevens
- Calophyllum incumbens P.F.Stevens
- Calophyllum inophyllum L.
- Calophyllum insularum P.F.Stevens
- Calophyllum lanigerum Miq.
- Calophyllum lankaensis Kosterm.
- Calophyllum laticostatum P.F.Stevens
- Calophyllum laxiflorum Drake
- Calophyllum leleanii P.F.Stevens
- Calophyllum leptocladum A.C.Sm. & S.P.Darwin
- Calophyllum leucocarpum A.C.Sm.
- Calophyllum lineare Kosterm.
- Calophyllum lingulatum P.F.Stevens
- Calophyllum lonchophyllum O.Schwarz
- Calophyllum longifolium Willd.
- Calophyllum lowei Planch. & Triana
- Calophyllum macrocarpum Hook.f.
- Calophyllum macrophyllum Scheff.
- Calophyllum membranaceum Gardner & Champ.
- Calophyllum milvum P.F.Stevens
- Calophyllum molle King
- Calophyllum moonii Wight
- Calophyllum morobensis P.F.Stevens
- Calophyllum mukunense P.F.Stevens
- Calophyllum multitudinis P.F.Stevens
- Calophyllum neoebudicum Guillaumin
- Calophyllum nodosum Vesque
- Calophyllum novoguineense Kaneh. & Hatus.
- Calophyllum nubicola D'Arcy & R.C.Keating
- Calophyllum obliquinervium  Merr.
- Calophyllum obscurum P.F.Stevens
- Calophyllum oliganthum Merr.
- Calophyllum pachyphyllum Planch. & Triana
- Calophyllum paniculatum P.F.Stevens
- Calophyllum papuanum Lauterb.
- Calophyllum parkeri C.E.C.Fisch.
- Calophyllum parviflorum Bojer ex Baker
- Calophyllum parvifolium Choisy
- Calophyllum pauciflorum A.C.Sm.
- Calophyllum peekelii Lauterb.
- Calophyllum pelewense P.F.Stevens
- Calophyllum pentapetalum (Blanco) Merr.
- Calophyllum persimile P.F.Stevens
- Calophyllum pervillei Drake
- Calophyllum piluliferum P.F.Stevens
- Calophyllum pinetorum Bisse
- Calophyllum pisiferum Planch. & Triana
- Calophyllum poilanei Gagnep. ex P.F.Stevens
- Calophyllum polyanthum Wall. ex Planch. & Triana
- Calophyllum praetermissum P.F.Stevens
- Calophyllum pulcherrimum Wall. ex Choisy
- Calophyllum pyriforme P.F.Stevens
- Calophyllum recedens Jum. & H.Perrier
- Calophyllum recurvatum P.F.Stevens
- Calophyllum rigidulum P.F.Stevens
- Calophyllum rigidum Miq.
- Calophyllum rivulare Bisse
- Calophyllum robustum P.F.Stevens
- Calophyllum roseocostatum P.F.Stevens
- Calophyllum rotundifolium Ridl.
- Calophyllum rubiginosum M.R.Hend. & Wyatt-Sm.
- Calophyllum rufigemmatum Hend. & Wyatt-Sm. ex P.F.Stevens
- Calophyllum rufinerve Kaneh. & Hatus.
- Calophyllum rugosum P.F.Stevens
- Calophyllum rupicola Ridl.
- Calophyllum sakarium P.F.Stevens
- Calophyllum savannarum A.C.Sm.
- Calophyllum sclerophyllum Vesque
- Calophyllum scriblitifoliu m M.R.Hend. & Wyatt-Sm.
- Calophyllum sil Lauterb.
- Calophyllum soulattri Burm.f.
- Calophyllum stipitatum P.F.Stevens
- Calophyllum streimannii P.F.Stevens
- Calophyllum suberosum P.F.Stevens
- Calophyllum subhorizontale  M.R.Hend. & Wyatt-Sm.
- Calophyllum subsessile King
- Calophyllum sundaicum P.F.Stevens
- Calophyllum symingtonianum  M.R.Hend. & Wyatt-Sm.
- Calophyllum tacamahaca Willd.
- Calophyllum tetrapterum Miq.
- Calophyllum teysmannii Miq.
- Calophyllum thorelii Pierre
- Calophyllum thuriferum Poepp.
- Calophyllum thwaitesii Planch. & Triana
- Calophyllum tomentosum Wight
- Calophyllum tournanense Gagnep. ex P.F.Stevens
- Calophyllum trachycaule Lauterb.
- Calophyllum trapezifolium Thwaites
- Calophyllum undulatum P.F.Stevens
- Calophyllum utile Bisse
- Calophyllum vanoverberghii  Merr.
- Calophyllum venulosum Zoll.
- Calophyllum vergens P.F.Stevens
- Calophyllum vernicosum P.F.Stevens
- Calophyllum verticillatum P.F.Stevens
- Calophyllum vexans P.F.Stevens
- Calophyllum vitiense Turrill
- Calophyllum waliense P.F.Stevens
- Calophyllum walkeri Wight
- Calophyllum wallichiana Planch. & Triana
- Calophyllum whitfordii Merr.
- Calophyllum woodii P.F.Stevens